# Brusonecja
Brusonecja, papierówka (Broussonetia L'Hér. ex Vent.) – rodzaj krzewów i drzew liściastych z rodziny morwowatych (Moraceae). Obejmuje 4 gatunki (w szerszym ujęciu dominującym w końcu XX wieku i na początku XXI – 7–8 gatunków). Rośliny te występują we wschodniej i południowo-wschodniej Azji – od północno-wschodnich Indii poprzez Półwysep Indochiński, Chiny kontynentalne i Tajwan po Japonię.
Brusonecja chińska rośnie także na wyspach Oceanii, przy czym badania molekularne wykazały, że są to rośliny rozmnażane wegetatywnie, pochodzące z południowego Tajwanu i rozprzestrzeniane w czasie migracji przez ludy austronezyjskie (badania nad tym gatunkiem dostarczyły pierwszego istotnego dowodu z zakresu etnobotaniki dla pochodzenia tych ludów). Gatunek ten jest współcześnie szeroko uprawiany, w wielu miejscach już zadomowiony (np. w południowej Europie), a w niektórych inwazyjny (np. w Afryce równikowej, w Stanach Zjednoczonych, Argentynie). Roślina ma szeroki zakres zastosowań – z włóknistej kory i łyka w Chinach wyprodukowano papier ok. 100 roku n.e., a w Japonii ok. 600 roku n.e. Ludy austronezyjskie wyrabiają z tego gatunku charakterystyczny materiał tapa. Duże znaczenie użytkowe ma także drewno, a liście stosowane są jako lek ziołowy. Podobnie wykorzystywany jest mieszaniec Broussonetia × kazinoki.
Nazwa rodzaju upamiętnia francuskiego biologa – Pierre'a Marie Auguste Broussoneta (1761–1807).

## Morfologia
PokrójDrzewa osiągające do 16 m wysokości i krzewy, także o pędach wspinających się, zawierające sok mleczny. Pąki zimowe drobne.
LiścieZwykle opadające na zimę, skrętoległe, ułożone spiralnie lub w dwóch rzędach, wsparte odpadającymi, jajowatolancetowatymi przylistkami. Blaszki pojedyncze, ząbkowane do klapowanych. Od nasady blaszki wychodzi 3–5 głównych żyłek przewodzących, podczas gdy żyłki drugiego rzędu mają układ pierzasty. Blaszka jest szorstka, silnie owłosiona.
KwiatyRośliny jedno- lub dwupienne. Kwiaty drobne, rozdzielnopłciowe. Kwiaty męskie i żeńskie zebrane są w wielokwiatowe, wydłużone kłosy lub główki (męskie zwykle w kwiatostanach kotkowato wydłużonych, żeńskie w kulistych). Kwiaty wsparte są trwałymi, maczugowatymi przysadkami. Okwiat składa się z czterech, rzadziej trzech działek kielicha, w kwiatach męskich zrośniętych u nasady, w żeńskich zrastających się u dołu w rurkę i trwałych. W kwiatach męskich znajdują się cztery pręciki o eksplozywnie otwierających się pylnikach. W kwiatach żeńskich znajduje się zalążnia jednokomorowa, z bocznym słupkiem z pojedynczą szyjką, często ze szczątkowym rozwidleniem u nasady.
OwoceDrobne, kulistawe i czerwone niełupki otoczone zmięśniałymi listkami okwiatu, które zrastając się tworzą kulistawe, gęste, synkarpiczne (zrosłowockowe) owocostany.

## Systematyka
Pozycja systematyczna
Rodzaj Broussonetia L’Hér. ex Vent. przez znaczną część XX wieku znany był z trzech gatunków występujących w Azji Wschodniej. W 1962 Edred John Henry Corner zaproponował włączenie do rodzaju gatunków z rodzaju Allaeanthus w randze sekcji, twierdząc, że między dwiema sekcjami (sect. Broussonetia i Allaeanthus) nie występują wyraźne różnice uzasadniające ich odrębność na poziomie rodzajów. W efekcie w końcu XX i na początku XXI wieku wiele źródeł ujmowało rodzaj szeroko włączając tu 7–8 gatunków. Zastosowanie metod molekularnych do poznania relacji filogenetycznych pozwoliło ujawnić, że owszem, Broussonetia i Allaeanthus są blisko spokrewnione, ale siostrzanym taksonem dla Broussonetia jest rodzaj Malaisia, a Allaeanthus jest siostrzany dla tych dwóch. Cała ta grupa jest siostrzana z kolei dla pozostałych rodzajów z plemienia Dorstenieae z wyjątkiem rodzaju Fatoua, zajmującego pozycję bazalną w obrębie całego plemienia. W efekcie wyróżniane są jako odrębne rodzaje wszystkie taksony wyżej wymienione.
Wykaz gatunków
- Broussonetia harmandii Gagnep.
- Broussonetia kaempferi Siebold
- Broussonetia × kazinoki Siebold
- Broussonetia monoica Hance
- Broussonetia papyrifera (L.) L'Hér. ex Vent. – brusonecja chińska